# Маяла (Вырумаа)
Ма́яла (эст. Majala) — деревня в волости Выру уезда Вырумаа, Эстония. 
До административной реформы местных самоуправлений Эстонии 2017 года входила в состав волости Сымерпалу (упразднена).

## География и описание
Расположена на восточном берегу озера Лыыдла, в 19 км к западу от уездного и волостного центра — города Выру. Высота над уровнем моря — 124 метра.
Климат умеренный. Официальный язык — эстонский. Почтовый индекс — 66636.

## Население
По данным переписи населения 2021 года, в Маяла насчитывалось 11 жителей, все — эстонцы.
По данным переписи населения 2011 года, в деревне  проживали 7 человек, также все — эстонцы.
Численность населения деревни Маяла по данным переписей населения:
| Год  | 1959 | 1970 | 1979 | 1989 | 2000 | 2011 | 2021 |
| ---- | ---- | ---- | ---- | ---- | ---- | ---- | ---- |
| Чел. | 44   | ↘ 33 | ↘ 28 | ↗ 30 | ↘ 12 | ↘ 7  | ↗ 11 |

## История
В письменных источниках 1582 года упоминается Maialia, 1585 года — Maiala, 1627 года — Mayola Kuella (деревня), Weyko Mayola, 1762 года — Wäikenne Majala Külla (деревня). В 1945 году деревня была записана как Халли (эст. Halli).
Первоначальная деревня Маяла (Суур-Маяла, эст. Suur-Majala — «Большая Маяла») располагалась на противоположном берегу озера Лыыдла, на территории современных деревень Хайдаку, Лийва и Хаава. В поземельных книгах 1805 года, когда озеро Лыыдла уже было границей между мызой Ильцен (нем. Uelzen, Ваабина, эст. Vaabina mõis) и отделившейся от нее мызой Линнамегги (нем. Linnamäggi, Линнамяэ, эст. Linnamäe mõis), на стороне Ваабина использовалось название Грос-Маяла (нем. Groß Majalla), а на стороне Линнамягги — Маяла (также Маялла, нем. Majalla). Название деревни вернули в официальный оборот в 1970-е годы, когда оно уже исчезло из разговорного языка. 
В 1977 году, в период кампании по укрупнению деревень, с Маяла была объединена деревня Проосу (эст. Proosu).
В 1970 году на расположенной на территории деревни братской могиле советских воинов, павших во Второй мировой войне (исторический памятник с 1997 до 2023 года) был установлен памятник с надписью  на эстонском языке «Люди, будьте бдительны! [перечислены имена и звания погибших на русском языке]» (в братской могиле захоронены 49 человек). В протоколе от 30 ноября 2022 года рабочая группа по советским памятникам при Госканцелярии Эстонии признала этот памятник «нейтральным монументом», т. е. не подлежащим демонтажу (см. Список советских военных памятников Эстонии).

## Комментарии
1. ↑  Эстонские топонимы, оканчивающиеся на -а, не склоняются и не имеют женского рода (исключение — Нарва)[8].